# 3895 Earhart
3895 Earhart este un asteroid din centura principală, descoperit pe 23 februarie 1987, de Carolyn Shoemaker.